# Carl von Oldershausen

Wappen derer von Oldershausen

Carl Franz Ludwig Georg Claus Friedrich Freiherr von Oldershausen (* 26. Januar 1816 in Oldenstadt; † 12. Dezember 1884 in Halle) war ein deutscher Freiherr und von 1851 bis 1871 Oberbürgermeister von Erfurt.

## Leben

### Familie

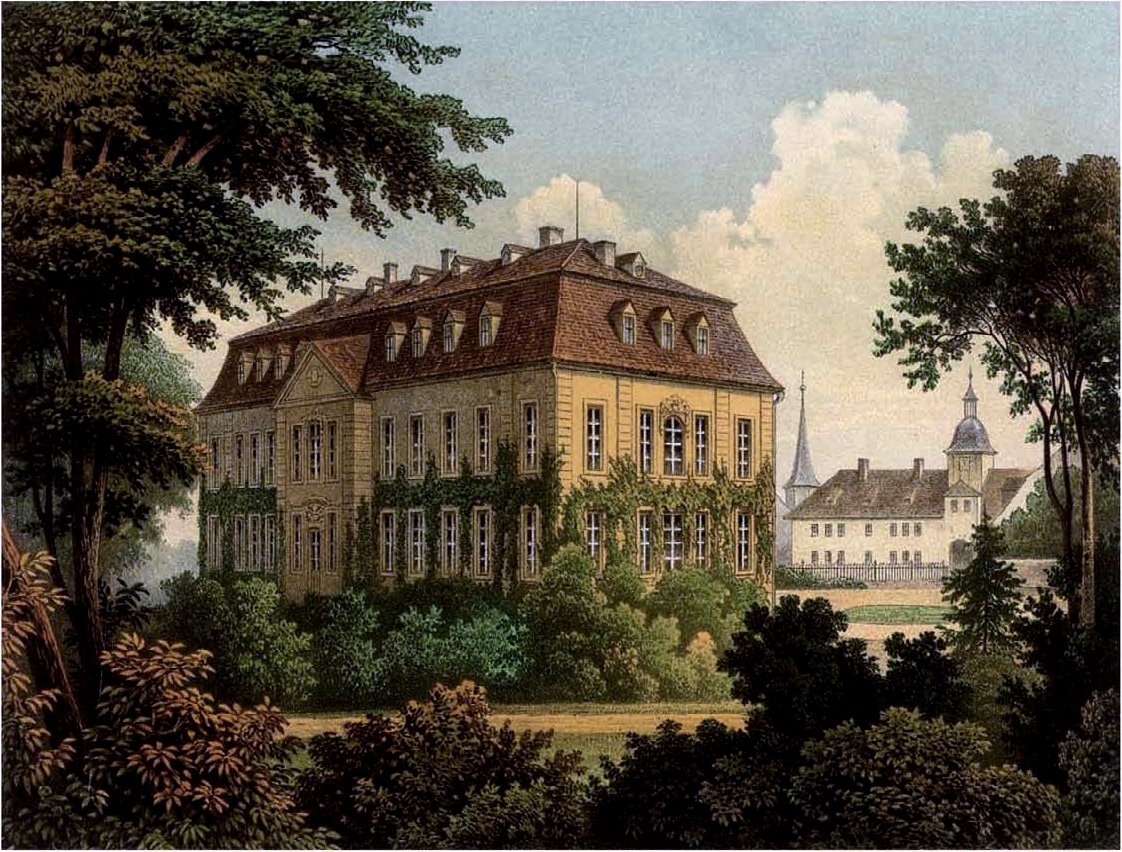
Schloss Gebesee um 1860, Sammlung von Alexander Duncker

Er stammte aus dem alten niedersächsischen Adelsfamilie von Oldershausen, die einen umfangreichen Grundbesitz in der Umgebung ihres Stammsitzes Oldershausen, heute Ortsteil der Gemeinde Kalefeld, hatte. Seit spätestens 1733 besaß sie zudem ein Rittergut in Gebesee, das Carls Urgroßvater, der hannoversche Erbmarschall Burchard Anton Friedrich Freiherr von Oldershausen 1740 mit einem repräsentativen neuen Barockschloss versehen hatte.
Carl wuchs als ältester Sohn mit seinem jüngeren Bruder und zwei Schwestern in Oldenstadt bei Uelzen auf. Sein Vater, Burchard Detlef Carl Friedrich von Oldershausen, hatte 1787 in Göttingen studiert und war ab 1812 bis zu seinem frühen Tod am 11. Dezember 1824 Oberhauptmann von Oldenstadt. Carls Mutter war Freifrau Sophie, geb. Freifrau von Reden.
Am 23. April 1824 wurde Carl in den erblichen preußischen Freiherrenstand erhoben. Nach der Schule diente er beim Militär und war zuletzt „Lieutenant“.
Am 11. November 1842 heiratete Carl in Bassum, Grafschaft Hoya, die 24-jährige Isabella Magdalene (Madeline) Wessel aus Bremen. 1845 schlossen er zusammen mit sechs anderen zur Lehnssuccession berechtigten Familienmitgliedern einen Vertrag zur Übernahme des Gutes mit dem Schloss mit dem kinderlos gebliebenen Erben von Gebesee, seinem Onkel Hans Georg Friedrich August von Oldershausen. Bereits 1846 lebte Carl mit seiner Frau auf Gebesee, wo die Familie am 3. Mai einen Sohn bekam und Jobst nannte. Offenbar gelang es ihm jedoch nicht, die Verwandtschaft auszuzahlen, denn am 5. Februar 1850, genau zwei Monate vor dem Tod Hans Georgs, verkaufte die Successionsgemeinschaft das Anwesen an den Herzoglich Braunschweigischen Geheimen Kammerrath, Freiherr Adolph Eduard von den Brincken für 182.000 Reichsthaler.

### Oberbürgermeister in Erfurt
1851 wurde von Oldershausen zum Oberbürgermeister von Erfurt gewählt. Er folgte dem späteren Zentrumspolitiker Hermann von Mallinckrodt, der die Stadtverwaltung vom April 1850 bis Juni 1851 als Erster Bürgermeister nur kommissarisch geführt hatte. Von allen Erfurter Oberbürgermeistern hatte von Oldershausen mit 20 Jahren die längste Amtszeit und war in dieser Funktion auch 1854–1871 Mitglied des Preußischen Herrenhauses. Unter ihm wurde in Erfurt die Infrastruktur verbessert, es entwickelte sich die erste Industrie und die Einwohnerzahl der Stadt wuchs von ca. 33.000 auf fast 43.000 Personen.
Eine Belebung der Wirtschaft ging vor allem von der Eisenbahn aus. Bereits 1847 war die Stadt an das Netz der Thüringischen Eisenbahn-Gesellschaft, die in Erfurt ihren Sitz bekam, angeschlossen worden. 1852 wurde das Empfangsgebäude mit der Hauptverwaltung fertiggestellt. Ab 1865 entstand ein neuer Güterbahnhof am Schmidtstedter Tor. 1867 wurde das Eisenbahnnetz durch eine Strecke nach Arnstadt erweitert. 1869 folgte die Strecke-Nordhausen. 1857 wurde zudem die erste Erfurter Gasanstalt in Betrieb genommen.
Führender Wirtschaftszweig Erfurts blieb zunächst das Handwerk, insbesondere bei der Verarbeitung und dem Export landwirtschaftlicher Produkte des fruchtbaren Umlandes. Bedeutende Unternehmen im Bereich des Gartenbaus, der Pflanzenzucht und des Samenexports wurden das bereits 1843 gegründete Gartenbaubetrieb Ernst Benary und die 1867 gegründete Firma N.L. Chrestensen. Zur Verarbeitung des Getreides gründete 1864 Johann Georg Wolff die ebenfalls noch bestehenden Erfurter Malzwerke.
In der Metallverarbeitung erfolgte 1857 die Gründung der Maschinenfabrik Christian Hagans. 1862 wurde die Königlich Preußische Gewehrfabrik Erfurt am Mainzerhofplatz fertiggestellt und nahm nach dreijähriger Bauzeit die Produktion auf. Der Betrieb war 1866 mit seinen 420 Beschäftigten das größte Fabrikunternehmen der Stadt.

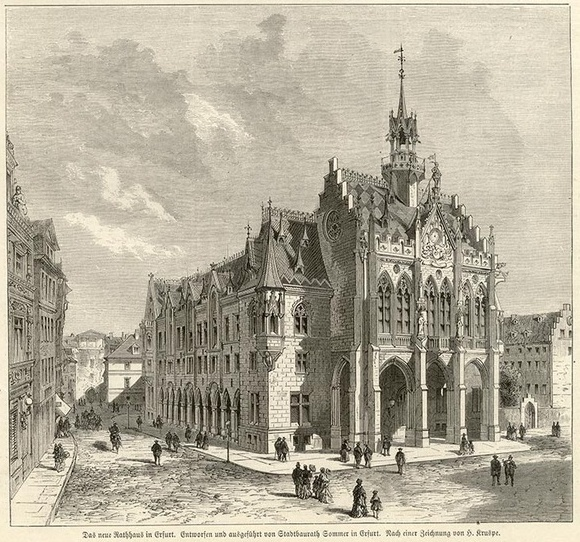
Das neue Rathaus, Heinrich Kruspe 1879

1863 beteiligte sich von Oldershausen an der Gründung des Vereins für die Geschichte und Altertumskunde von Erfurt und wurde in den Vorstand gewählt. Im September 1865 konnte er die „1. Internationale Land- und Gartenbauausstellung“ im Stadtgarten eröffnen. In Verbindung mit dem 2. Kongress deutscher Gärtner, Botaniker und Gartenfreunde lockte sie rund 30.000 Besucher und fast 400 Aussteller aus aller Welt nach Erfurt. 1867 erfolgte der privat finanzierte Bau eines Stadttheaters im nahegelegenen Hirschbrühl, das von einem Concert- und Theaterverein betrieben wurde und über 1000 Zuschauern Platz bot.
Erschwert wurde die Arbeit der Stadtverwaltung dadurch, dass sie auf mehrere öffentliche Gebäude im Stadtgebiet verteilt war. August Wilhelm Türk, einer von Oldershausens Vorgängern, hatte nämlich bereits 1830 große Teile des historischen Rathauses zugunsten eines Neubauprojektes abbrechen lassen und darüber sein Amt verloren. Zwar lagen für den Wiederaufbau des Rathauses mehrere Pläne namhafter Architekten wie Karl Friedrich Schinkel (von 1834) und August Soller (von 1844 ff) vor, aber die Stadtverordneten konnten sich weder über die Architektur noch die Finanzierung einigen.
1864 legte schließlich der Berliner Architekt Friedrich August Stüler einen Entwurf im neugotischen Stil vor, der von dem neuen Erfurter Stadtbaurat August Tiede weiterbearbeitet wurde und schließlich – trotz Protestes aus der Bürgerschaft gegen den Abbruch der noch erhaltenen mittelalterlichen Bausubstanz einschließlich des Rathausturmes – eine Mehrheit fand. Die immer noch zu hohen Baukosten, führten zwar dazu, dass Tiede 1867 resignierte, aber noch im gleichen Jahr fand von Oldershausen mit dem Architekten Theodor Sommer einen neuen Stadtbaurat zur Realisierung. Sommer überarbeitete die Baupläne dahingehend, dass ein Drittel der von Tiede veranschlagten Kosten eingespart werden konnten. Am 6. Januar 1870 legte von Oldershausen den Grundstein zum 1875 fertiggestellten und heute noch als Rathaus genutzten Bau.

### Kammerdirektor in Stolberg
Nach 1871 wurde von Oldershausen Kammerdirektor der Grafen zu Stolberg-Stolberg. Als solcher wurde er am 27. November 1882 in Berlin als preußischer Freiherr bestätigt. Er starb am 12. Dezember 1884 in Halle an der Saale.